# حمام بالا ده
حمام بالا ده مربوط به دوره صفوی است و در شهرستان بیرجند، بخش مرکزی، روستای چنالان واقع شده و این اثر در تاریخ ۲۵ اسفند ۱۳۸۰ با شمارهٔ ثبت ۵۱۳۳ به‌عنوان یکی از آثار ملی ایران به ثبت رسیده است.